# Jezioro Piaskowe (powiat międzychodzki)
Jezioro Piaskowe – jezioro w woj. wielkopolskim, w powiecie międzychodzkim, w gminie Międzychód, leżące na terenie Kotliny Gorzowskiej.

## Dane morfometryczne
Powierzchnia zwierciadła wody wynosi 12,5 ha.
Zwierciadło wody położone jest na wysokości 34,7 m n.p.m.